# Személynév
A személynevek közé az egyénnevek, a vezetéknevek, a becenevek, a ragadványnevek, az álnevek, egyes nyelvekben az apai nevek tartoznak. A személynevekkel foglalkozó nyelvészeti tudományág az antroponímia, ami a maga részéről a nevezéktan, névadástan (onomasztika) része.
A személynevek a nyelv legősibb elemei közé tartoznak. A nyelvi kommunikáció szüksége, és nyelven kívüli, társadalmi tényezők hívták őket életre.

## Keletkezésük
A személynevek keletkezhetnek közszavakból, ez a tulajdonnevesülés vagy tulajdonnévvé válás. Például a vadász közszóból a Vadász családnév keletkezett. Egyéb személynevek keletkezhetnek például helynevekből is. Ilyen az Erdélyi (< Erdély) családnév. Fordítva is megtörténhet, hogy a személynevekből közszavak jönnek létre, ezt hívjuk köznevesülésnek. Ilyen például a röntgen szó, amely eredetileg Wilhelm Röntgen vezetékneve.
Keletkezésük, változásuk és kihalásuk folyamatát ugyanazok a tényezők befolyásolják, mint a közszavaknál, de a külső, nem nyelvi tényezők nagy befolyással bírnak rájuk.
Társadalmilag, történelmileg meghatározottak. A művelődéstörténeti hatások jelentős változásokat idéznek elő esetükben.

## Történetük

### Egyénnevek
Az egyénnevek eredet szerint lehetnek magyarok, illetve idegen eredetűek, azaz jövevénynevek.
Az ősmagyar korban az egyelemű névadás a kizárólagos forma. A világi névadás volt a jellemző. Ezek a nevek nem öröklődtek, és a születéskor kapott név csak ritkán maradt meg az egyén egész életére. A névcserék ebben a korban általánosak lehettek. A személyek nevei változtak, és előfordulhatott a többnevűség is, amikor az egyének a régi és új nevüket egyszerre használták. A megnevezés a megkülönböztetésre, a megszólításra és a kollektív érintkezésre szolgált.
A Kárpát-medencébe érkező magyarság egyelemű személyneveket viselt, amelyek általában az illető személy sajátos adottságaira, egyéni körülményeire (testi tulajdonságok, rokoni viszonyok, totemisztikus kapcsolatok, jellemnevek, tiszteleti nevek, gúnynevek) utaltak. Ez a névadási gyakorlat a kereszténység felvétele utáni első évszázadokban is domináns maradt, és az egyház által adott nevek (keresztnevek) mellett vagy helyett használatban maradt. Ajtony vezérnek például valószínűleg János volt a kereszténységben felvett neve, de ez feledésbe merült.
A névadás utalhatott a születés körülményeire (milyen napon született, hányadik gyerek), kívánság- vagy predesztinációs nevek lehettek (ezek általában belső tulajdonságra utaltak), lehettek leíró nevek, amelyek külső tulajdonságra utaltak. Óvóneveket is kaphattak, ami azon a hiedelmen alapult, hogy segítségükkel a névadók megtéveszthetik a rossz szellemeket. Ezek lehettek elrejtő vagy letagadó nevek, amellyel a gyermek létét próbálták titkolni, hogy a rossz szellem ne is keresse. Lehettek csúnya vagy rossz jelentésű szavakból alkotott nevek, amelyekkel próbálták elérni, hogy a rossz szellemnek ne is legyen indoka keresni a gyermeket.
A középmagyar korban a nem keresztény nevek szinte teljesen kiszorultak a használatból. A protestáns egyház próbált lazítani ezen a szokáson, de csak kis mértékben tudták befolyásolni a névválasztást. Szabadabban lehetett választani a névanyagból, de ez nem hozott nagyobb változatosságot, inkább az elszürküléshez vezetett. A legjellegzetesebb férfinevek a János és az István. Az ősmagyar kori nevek nem szorultak ki teljesen a névanyagból, ilyen például a Farkas. A női nevek megterheltsége még nagyobb, mint a férfiaké, hiszen kevesebb női név található a martirológiumban. A gyakori nevek az Erzsébet, Katalin és Anna.
A 18. századtól a romantika és a nemzeti törekvések hatására új neveket kezdtek képezni különböző módokon. Az írói névadás is jelentős volt ebben a korban. Más népektől vettek át neveket (Klaudia, Gertrúd), szóképzéssel alkottak neveket egy már meglévő névből (György > Györe, Györk, Györke), idegen végződésekkel képeztek neveket (Barbara > Barbiána), azonos tövű férfi és női neveket (Árpád - Árpádina), összetett névalakokat (Kisanna, Annavirág). Ezenkívül szórövidüléssel, csonkulással és mozaiknevek alkotásával is jöttek létre új nevek. Ismét divatba jöttek az ősmagyar vagy annak vélt nevek (Árpád, Csaba, Emese stb.). Sok ekkori nevünket az írók, költők találtak ki, és hoztak divatba (Tünde, Tímea stb.). Akkor lett jellemző, hogy könyvekből vett neveket adnak, amely jelenség utólag kiterjedt a filmekre és a tévésorozatokra (ld. Anakin, Frodó stb.).
A legjelentősebb későbbi változás a keresztnévadás szabályozása, amely 1895-ben az állami anyakönyvezés bevezetésével kezdődött. Ez két aspektusban szabályozza a névadást: a névviselő nemének megfelelő nevet kell adni, illetve az idegen neveket magyar helyesírással kell anyakönyvezni.

### Vezetéknevek
Nyelvtől függően a vezetéknevek lehetnek olyanok, amelyek öröklődnek, és olyanok amelyek nem. Az öröklődők családnevek.

#### A magyar nyelvben
Családnévnek akkor nevezünk egy névtípust, ha valóban családot jelöl, az egész család, felmenők és leszármazottak viselik, vagyis öröklődik. Az öröklődés előtt az egyén neve mellett álló kiegészítés meghatározására a szakirodalomban több szakkifejezés is előfordul, például másodlagos név vagy másodlagos névelem, körülírás, meghatározó körülírás, közelebbi meghatározás. A családnevek legfontosabb tulajdonsága, hogy öröklődnek, apáról gyermekre szállnak, és így a leszármazást jelölik.
A családnevek előzményei, a megkülönböztető névelemek a 13. században jelentkeztek először a forrásainkban.
A kialakulásukban nagyon sok tényező játszhatott szerepet. A nyugati hatások, illetve a belső, társadalmi osztálytagozódás, de magának az egyelemű névadásnak a fokozatos elszürkülése is a családnevek kialakulásához vezetett. Jogi szempontból az adóösszeírásokban, örökösödési ügyekben nem volt elhanyagolható a pontos megnevezés. Így a 13. századra már sokszor a rokonsági viszonyokat is odaírták (1211: filius sacerdotis Helie, Martinius; 1267: Iuan dicto Feketev; 1290: Stephanus Kuun dictus), de ez még nem egyenlő a kételemű névadással, hiszen ez az elem pontosítást, körülírást szolgál, és nem öröklődik. Ezekben a körülírásokban latinos alakban megtalálható vagy az apa neve filius szerkezettel, vagy helységnév, vagy nemzetségnév.
A 15. század körül a főúri-köznemesi rétegben bontakozik ki a kételemű névadás. Ez már öröklődik, így innentől számíthatjuk a családnevek kialakulását. A jobbágyoknál és a polgárságnál még az egyelemű nevek találhatóak meg. A kételemű nevek célja a pontos meghatározás. Ez a másodlagos név lehetett az apa egyelemű neve, nemzetségnév és világi névadáson alapuló név is. A 15. század elejére kezd megszilárdulni az öröklődő családnevek rendszere, viszont még nem állapodtak meg, és rendszeresen, gyakran változtak.
Jelentésük szerint lehetnek apanévi, helynévi eredetű, népre utaló, társadalmi helyzetre, foglalkozásra, valahová való tartozásra, külső-belső tulajdonságra utaló családnevek.
Az újmagyar kortól a természetes keletkezési módok mellett a mesterséges családnévalkotás is szerepet kapott. Ez a jelenség II. József 1787-es rendeletekor kezdődött.

#### Egyéb nyelvekben
Egyes nyelvekben vannak rájuk jellemző vezetéknevek, esetleg nem jellegzeteseken kívül.
Például az orosz nyelvben jellegzetesek az -ov/-ev és -in végződésű vezetéknevek. Ilyeneket hímnemű személyek viselnek, és nőneműek esetében grammatikai nőnemben egyeztetik őket az egyénnévvel -ova/-eva, illetve -ina alakban. Példák: Ivanov(a), Dmitrijev(a), Nyikityin(a). Nemcsak egyénnevekből, mint ezek, hanem más, sokféle természetű szavakból képzett vezetéknevek is vannak. Ezek a képzők köznevek esetében tulajdonviszonyt kifejezők, a birtokoshoz adják őket hozzá. Például Anna Ivanova jelentése ’Ivan Annája’.
Egy másik nyelvben, a románban jellegzetesek az -escu végződésű vezetéknevek, bár nem túlnyomó gyakoriságúak. Melléknév-képzőről van szó, amelyet főleg keresztnevekhez adnak hozzá, pl. Constantinescu. Van vezetéknévként használt változatlan alakú egyénnév is, amely eredetileg a személy egyik felmenője apjának az egyénneve volt, pl. Ion Gheorghe. Előfordulnak kéttagú vezetéknevek is, amelyekben a második tag rendszerint egy helységnév, pl. Dumitrescu-Iași.
Egyes vezetékneveknek több, egyidőben létező különböző alakja is lehet, mivel ugyanabból az etimonból fejlődtek ki, de a nyelvterület különböző régióiban. Ilyenek például a francia nyelvben a latin faber ’kovács’ szóból származó Fèvre, Favre, Fabre és Faure névalakok.
Egyes nyelvekben a vezetéknév nem családnév is. Ilyen például az izlandi nyelv. Hagyományosan a vezetéknév az apa, esetleg az anya egyénneve birtokos esetben, amelyhez hozzáadják második tagként a son, illetve dóttir szót. Például ha valaki teljes neve Jón Einarsson, és van egy Ólafur keresztnevű fia, ennek teljes neve Ólafur Jónsson, szó szerint ’Ólafur Jón fia’. Ha van egy Sigríður nevű lánya, akkor ennek teljes neve Sigríður Jónsdóttir, szó szerint ’Sigríður Jón lánya’. Ez a névszerkezet törvénybe van iktatva.

### Házassági nevek
A nők nevét kezdettől fogva egy vagy több férfirokonukhoz viszonyítva jegyezték fel, ezért nem meglepő, hogy a nőket házasságkötésük után a férjük családnevével jelölték meg. Az ómagyar kor végére kialakul a -né asszonynévképző. A megnevezés sosem volt egységes: a Kovács Józsefné típus mellett számos más variáció is ismeretes. 1895-től a hivatalos forma a Kovács Józsefné típus, de az évek folyamán folyamatosan bővítették, így 2004 óta hatféle változat választható. (1. Kovács Józsefné, 2. Kovács Józsefné Szabó Ilona, 3. Kovácsné Szabó Ilona, 4. Kovács Ilona, 5. Szabó Ilona, 6. Kovács-Szabó vagy Szabó-Kovács Ilona.) A legfőbb újítás pedig, hogy a férj is felveheti a felesége családnevét. Így az „asszonynév” kifejezés helyett a „házassági név”, a „leánykori név” helyett pedig a „születési név” használatos.

### Becenevek
A becenév minden olyan megszólító vagy emlegető névformát magába foglal, amelynek a célja a kedveskedés, becézés. Ide tartoznak a Baba, Cica, Öcsike stb. nevek, de nem tartoznak ide a Julcsa, Pista, Jóska stb. nevek, mert ezek nem hordoznak gyöngéd, becéző jelleget. A mai használat szerint minden olyan névforma, amely a keresztnév bármilyen alakváltozata, függetlenül a funkciótól és használattól. Az ómagyar korhoz képest a becéző képzők száma, illetve produktivitása jelentősen csökkent.
Alakulhatnak névvégi rövidüléssel, például Zsófia > Zsó, Zsuzsanna > Zsu ~ Zsú, Ibolya > Iboly. Ezenkívül alakulhatnak szóképzéssel, amely a leggyakoribb formája a beceneveknek (András > Bandi, István > Pista, Erzsébet > Böbe, Ferenc > Feri, János > Janó stb.), valamint néveleji csonkulással (Alajos > Lajos, Atilla > Tilla, Amália > Lia), ikerítéssel (Ildikó > Ildi-Bildi stb.), szótagcserével (Gáspár > Gazsi > Zsiga), szóösszetétellel (Ferenc > Kisferi). Ezenkívül még rengeteg módon lehet beceneveket képezni a keresztnévből. A játékosságnak nagyon nagy szerepe jut a becenévalkotásban, ugyanúgy, mint a ragadványnév-alkotásban is.

### Ragadványnevek
A ragadványnév terminus használata a 20. század második felében vált általánossá a névtudományban. A ragadványnevek keletkezésében az ember ősi névadási ösztöne található meg. A név és a viselője között szoros kapcsolat van.
A ragadványnevek létrejöttének egyik oka az értelmi motiváció. A gyakran ismétlődő család- és keresztnevek egy közösségen belül már nem tudják betölteni az identifikációs funkciójukat, ezért szükség van az egyén pontosabb megnevezésére. A keletkezésükhöz tehát mindig kell valamilyen közösség, ahol igény van az újabb nevekre. Tehát a keletkezésüknek a motiváció a homonímia elkerülése, a hagyományőrzés, a közösség humora és jellemző ereje, illetve az emberek névteremtési vitalitása. A ragadványnevek történetileg az eredeti, egyelemű nevekből származtathatóak, amelyeknek egy része ragadványnévként élt tovább (Erős, Fekete, Nagy). A családnevek kialakulásában is nagy szerepet kaptak ezek a nevek, hiszen ezek is a pontosabb identifikációt szolgálják. A becenevek közül leginkább a becenévként használt közszavakat sorolhatjuk a ragadványnevek közé (Mónika > Monokli, Szandra > Szalamandra), így sok esetben nehéz közöttük különbséget tenni. A ragadványnevek keletkezésének alapja legtöbbször a család-, kereszt- és becenév. „A felnőttek körében az egyén ragadványnévként viselheti valamelyik ősének, szülőjének, hozzátartozójának, rokonának család-, kereszt-, illetve becenevét.”
A diákság körében a ragadványnév a hivatalos névnek valamilyenfajta eltorzításából jön létre. A ragadványnevek a családnevekhez hasonlóan öröklődhetnek. A ragadványnév mellé sokszor egy második vagy egy harmadik ragadványnév is keletkezik, akkor, ha a korábbi név kezdi elveszíteni a kapcsolatát viselőjével, vagy öröklődővé vált, és csak az utódok viselik, vagy a tartalma megváltozik, és már nem jellemzi a viselőjét.

## A személy neveinek összekapcsolása és használata
Az adott nyelvtől és egyéb tényezőktől függ, hogy hány különböző típusú személynevet használnak a személy megnevezésére, melyek azok, és hogyan kapcsolják őket össze.
Például a magyar nyelvben legtöbbször a személy teljes neve egy, olykor két tagú vezetéknévből, és egy, esetleg több egyénnévből áll. A vezetéknév mindig megelőzi az egyénnevet. Tegező beszélő címzettje megszólításakor csak ennek egyénnevét, esetleg becézve, ragadványnevét, olykor vezetéknevét használja. Magázó beszélő is használhatja ezeket, kivéve a ragadványnevet, idősebb címzett megszólítására udvariasan a bácsi, illetve a néni szót hozzáadva. Magázó és önöző beszélő az úr, illetve az asszony szavak által követett vezetéknevet használja megszólításra. Csak a vezetéknévvel való megszólítás általában udvariatlan. Megszólításon kívül gyakran a személy vezetéknevét és egyénnevét használják, a hivatalos nyelvben pedig mindig a teljes nevét.
Számos nyelvben az egyénnév latin szóval praenomen, azaz a vezetéknév előtt áll, de vannak olyanok is, amelyekben az egyénnév utónév, mint a magyar, a japán, a kínai vagy a koreai.
Az ókori Rómában a teljes név képlete egyénnév + nemzetségnév + a nemzetség ragadványneve + (olykor) a személy ragadványneve, pl. Publius Cornelius Scipio Africanus.
Az indiai hinduk neve három, olykor több elemből tevődik össze: horoszkóp szerinti egyénnév + a személy nemének vagy egy bizonyos szektához való tartozásának jelzése + kasztjának jelzése vagy a személy álneve. Például Rabindranáth Tagore költő nevének összetétele bengáli nyelven Jarceva 1990 szerint Rabindra ’a Nap istene’ + nâth ’férfi’ + Thâkur ’földbirtokosok kasztja’.
Az orosz nyelvben a teljes név három elemből áll:
- egyénnév, pl. Fjodor (férfi), Anna (nő);
- a személy nemétől és apja egyénnevének végső beszédhangjától függő képzőkkel alkotott apai név:
  - hímnemű személy esetében: Mihailovics, Szergejevics, Nyikitics, Iljics;
  - nőnemű személy esetében: Mihailovna, Szergejevna, Nyikityicsna, Iljinyicsna;
  - vezetéknév.

A szokásos nyelvben a teljes név szórendje egyénnév + apai név + vezetéknév, pl. Ivan Ivanovics Ivanov, de kihagyható az apai név. A hivatalos nyelvben a képlet vezetéknév + egyénnév + apai név: Ivanov Ivan Ivanovics. Az udvarias megszólításban az egyénnevet csak az apai név követi.